# Kuo Chu Wu
Kuo-Chu Wu (Kaohsiung, 18 agosto 1970 – Taipei, 6 gennaio 2006) è stato un coreografo e regista teatrale taiwanese.

## Biografia
Dopo aver studiato e lavorato al National Institute of the Arts in Taiwan [1], Kuo-Chu Wu (cinese: 伍國柱  Wŭ Gúozhù) ha proseguito i suoi studi dal 1997 al 2004 presso la Folkwang Hochschule di Essen [2] in Germania, che ha influenzato fortemente il suo lavoro. In questo periodo si è fatto conoscere grazie alle sue coreografie e nel 2002 ha vinto il premio danza della Fondazione Josef und Else Classen Stiftung. Nel giugno del 2004 mise in scena in occasione del Folkwang Tanzabend la prima di Fuge. Oltre alle numerose coreografie prodotte per il Cloud Gate Dance Theatre Taiwan [4], con il quale era andato in tournée a Hong Kong e a Taiwan, ha coreografato su commissione del Wuppertaler Opernhauses e della Folkwang-Hochschule. 

Conclusi i suoi studi nel 2004/2005 Wu è diventato subito Direttore Coreografo del Tanztheater di Kassel [3], portando con sé alcuni danzatori della Folkwang, che entrarono nella sua compagnia.

La prima teatrale di Wu, che ebbe luogo il 5 novembre 2005 nel Documenta-Halle del Staatstheater a Kassel, vide la collaborazione del Cloud Gate Dance Theatre.
Kuo-Chu Wu è morto il 6 gennaio 2006 di leucemia.

## Opere
- Das Leben ist andere Wort
- Tantalus
- Ate
- Fuge
- Oculus